# Натан Стротер
Натан Стротер (англ. Nathan Strother, нар. 6 вересня 1995) — американський легкоатлет, спринтер, чемпіон світу в естафетному бігу.
На світовій першості-2019 у Досі був здобув «золото» в чоловічій естафеті 4×400 метрів (виступав в забігу).